# Муравский, Павел Иванович
Павел Иванович Муравский (Моравский) (укр. Павло Іванович Муравський (Моравський); 30 июля 1914, с. Дмитрашковка, Подольская губерния — 6 октября 2014, Киев) — советский и украинский хоровой дирижёр и педагог, Герой Украины (2009). Народный артист Украинской ССР (1960), профессор КГК имени П. И. Чайковского  (1971), почётный академик Национальной академии искусств Украины.

## Биография
Родился 17 (30 июля) 1914 года в селе Дмитрашковка (ныне Песчанский район, Винницкая область, Украина).
Окончил КГК имени П. И. Чайковского в июне 1941 года.
Руководил художественными коллективами:
- АПП Тихоокеанской флотилии (1944—1946)[2].
- Капелла «Думка» (1940—1941, 1946—1948) — дирижёр[2].
- Хоровой коллектив «Трембита» (1948—1964)[2].
- Параллельно, в 1949—1955 годах преподавал во Львовской консерватории.
- Капелла «Думка» (1964—1969)[2].

C 1969 года возглавил хор студентов дирижёрско-хорового факультета КГК имени П. И. Чайковского.
Умер 6 октября 2014 года. Похоронен на Байковом кладбище в Киеве (33-й участок)

## Чествование
- 21 ноября 2009 года в селе Дмитрашковка был открыт музей-усадьба Муравского[5].
- В декабре 2009 года отмечалось 95-летие со дня рождения и 75-летие творческо-педагогической деятельности Муравского[3].

## Хоровой конкурс-фестиваль имени Павла Муравского
- В 2009 года в селе Дмитрашковка был основан ежегодный хоровой конкурс-фестиваль им. П. Муравского[6]. В первом фестивале, прошедшем в июне 2010 г., приняли участие коллективы из Киева, Винницы, Умани, Кировограда, а также из России и Польши. Второй конкурс-фестиваль состоялся 24—26 июня 2011 г. В нём приняли участие хоровые коллективы из Богуслава, Ивано-Франковска и Донецка.

## Награды и звания
- Герой Украины с вручением ордена Державы (23 марта 2009) — за выдающиеся личные заслуги в утверждении высоких образцов украинского хорового пения, обогащении национального культурно-художественного наследия и многолетнюю плодотворную творческую деятельность[7].
- Орден «За заслуги» I степени (30 июля 2004) — за выдающийся личный вклад в развитие украинского музыкального искусства, многолетнюю плодотворную творческую деятельность и в связи с 90-летием со дня рождения[8].
- Орден «За заслуги» II степени (22 декабря 1999) — за выдающийся личный вклад в развитие украинского музыкального искусства, создание национальной хоровой школы, многолетнюю плодотворную педагогическую, творческую и общественную деятельность[9].
- Почётный знак отличия Президента Украины (20 сентября 1994) — за значительный личный вклад в развитие музыкальной культуры Украины, многолетнюю плодотворную педагогическую и исполнительскую деятельность[10].
- Орден Красной Звезды (14 октября 1945).
- Орден Отечественной войны II степени (6 апреля 1985).
- Орден Трудового Красного Знамени (30 июня 1951)[11].
- Народный артист Украинской ССР (1960).
- Государственная премия УССР имени Т. Г. Шевченко (1979) — за концертные программы из произведений Н. Д. Леонтовича (1977—1978).